# Un estrany poder
Un estrany poder es el cuarto disco de estudio del grupo musical "Els Amics de les Arts". Fue producido, grabado y mezclado por Tony Doogan y masteritzado por Greg Calbi (Sterling Sound NYC) en los Castle of Doom Studios de Glasgow.
El disco, fue lanzado el 24 de febrero de 2017, consta de 12 canciones y contó con la colaboración de  la OBC (Orquesta Nacional de Cataluña), que participó en las canciones La llum que no se’n va y en El vent tallant. Mientras que el Quartet Mèlt colaboró prestando sus voces en los temas Salvador y Casa en venda.
El primer sencillo en darse a conocer fue El seu gran hit, el cual fue a dado a conocer el 20 de enero por parte de la agrupación.

## Lista de canciones
| N.º   | Título                           | Duración |  |
| 1.    | «Les coses»                      | 3:45     |  |
| 2.    | «30 dies sense cap accident»     | 4:35     |  |
| 3.    | «Apología de la ingenuïtat»      | 3:28     |  |
| 4.    | «Primer en la línia successòria» | 4:38     |  |
| 5.    | «Un estrany poder»               | 4:53     |  |
| 6.    | «La llum que no se'n va»         | 4:34     |  |
| 7.    | «Salvador»                       | 4:24     |  |
| 8.    | «No ho entens»                   | 4:27     |  |
| 9.    | «Casa en venda»                  | 4:57     |  |
| 10.   | «El seu gran hit»                | 3:46     |  |
| 11.   | «Suïssa»                         | 4:43     |  |
| 12.   | «El vent tallant»                | 4:40     |  |
| 52:50 |                                  |          |  |